# Voorlader (wapen)

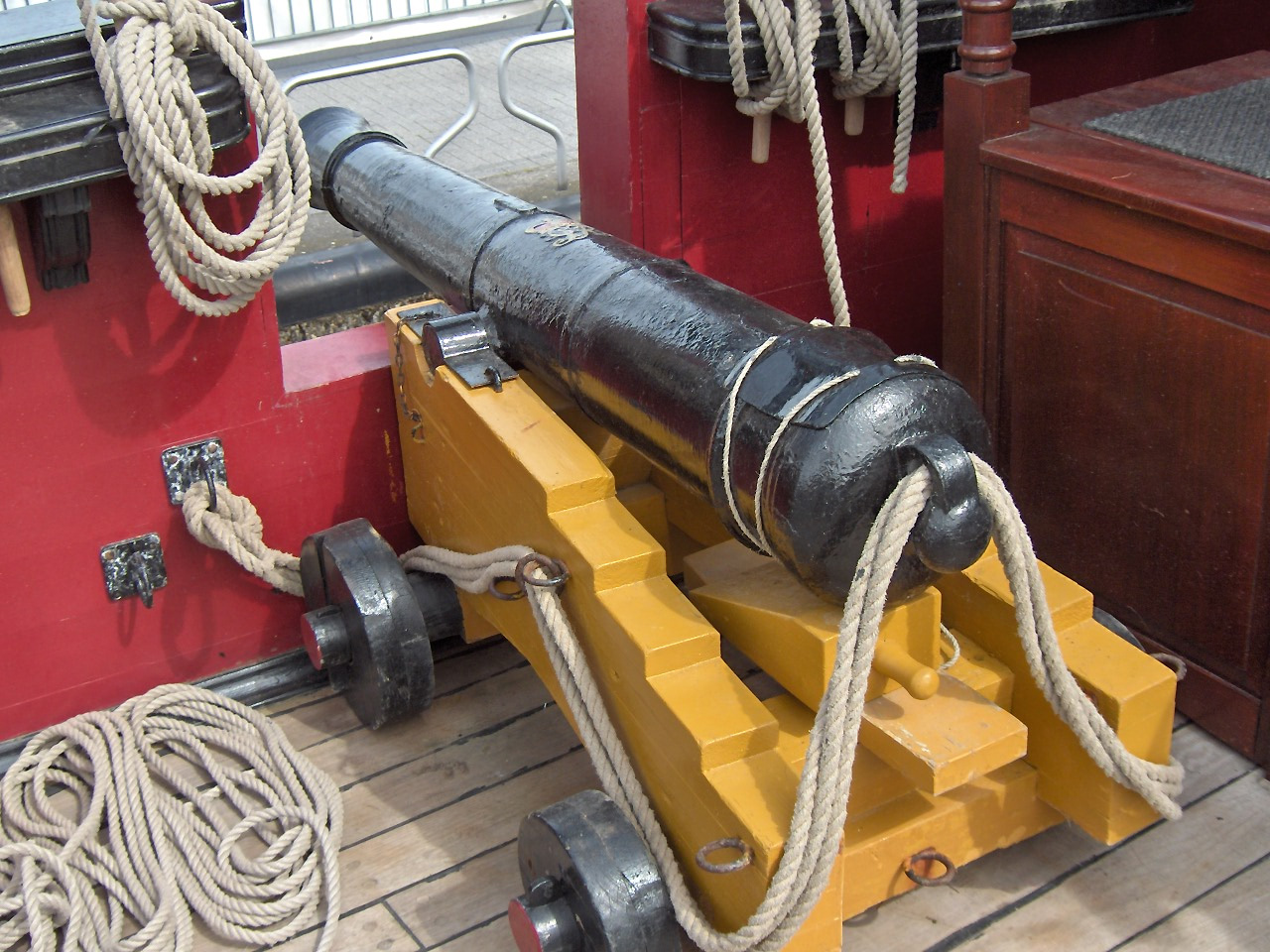
Een scheepskanon op rolpaard (16de eeuw)

Een voorlader is een vuurwapen dat via de loop wordt geladen. Tot halverwege de negentiende eeuw waren vrijwel alle vuurwapens voorladers, hoewel achterlaadvuurwapens al sinds de vijftiende eeuw in kleine getale in gebruik waren. Voorladers bleven in de jacht en in het leger in massaal gebruik tot de uitvinding van betrouwbare en goedkoop te fabriceren achterlaadsystemen.
Heden ten dage worden er niet veel voorladers meer gebruikt. Enkele voorbeelden van moderne voorladers zijn het mortier, het harpoengeweer en de Russische GP-25 granaatwerper.

## Werking
Bij een voorlader wordt de drijvende lading (meestal buskruit) en het/de projectiel(en), en eventuele scheidingsmiddelen als papier, vilt of zelfs leem en hooi, in de loop gebracht. Als de drijvende lading los wordt ingebracht, dan wordt de lading eerst aangestampt met een laadstok. Daarna wordt aan de buitenzijde van de loop een ontstekingsmiddel aangebracht. Dit kan los buskruit zijn bij een lontslot of een vuursteenslot of bij latere uitvoeringen, zoals een percussieslot, een slagpijpje of slaghoedje met slagsas.
Bij moderne mortieren is de laadprocedure direct de afvuurprocedure. Een granaat wordt in de loop gebracht, die in een korte hoek staat opgesteld. De granaat glijdt door de zwaartekracht naar de bodem van de loop, waar zich de slagpin bevindt. De granaat valt op de slagpin en wordt daardoor direct afgeschoten.